# Plumas, Manitoba
Plumas är en ort i Kanada.   Den ligger i provinsen Manitoba, i den sydöstra delen av landet, 1 800 km väster om huvudstaden Ottawa. Plumas ligger 284 meter över havet och antalet invånare är 227.
Terrängen runt Plumas är platt, och sluttar österut.Trakten runt Plumas är nära nog obefolkad, med mindre än två invånare per kvadratkilometer.. Det finns inga andra samhällen i närheten.
Trakten runt Plumas består till största delen av jordbruksmark.